# IC 4531
IC 4531 је галаксија у сазвјежђу Волар која се налази на листи објеката дубоког неба у Индекс каталогу.
Деклинација објекта је + 23° 24' 56" а ректасцензија 15h 4m 26,4s. Привидна величина (магнитуда) објекта IC 4531 износи 14,9 а фотографска магнитуда 15,9. IC 4531 је још познат и под ознакама CGCG 135-3, NPM1G +23.0392, PGC 53792.